# ST vz.39
St. vz.39 (чеш. Stredni tank vzor 39) — чехословацкий средний танк. Ранее был известен под именами V-8-H и ST-39.

## Краткая история
Идея о танке возникла в конце 1937 года, так как старые танки LT vz.35 и LT vz.34 не удовлетворяли требованиям чехословацкой армии. Проектный танк предполагалось использовать для поддержки пехоты и кавалерии. За работу принялись фирмы Škoda и ČKD. Проект был назван V-8-H.
Первый прототип поступил в 1938 году, до августа проходил ходовые испытания и подвергался модернизациям. Итого за время испытаний проехал более 12 тысяч километров (из них более 5 тысяч на пересечённой местности). Осенью 1938 года был принят на вооружение и начал поставляться на экспорт. После захвата немцами Чехословакии некоторое время проходил испытания параллельно с PzKpfw III. Поставлялся Румынии во время войны. Единственные уцелевшие два экземпляра в 1945 году были возвращены Чехословакии, но из-за устаревшей конструкции были разобраны.

## Технические данные
- Масса: 16200 кг
- Экипаж: 4 чел. (командир, водитель, стрелок, радиотелеграфист)
- Длина: 5350 мм
- Ширина: 2270 мм
- Высота: 2340 мм
- Вооружение: 47-мм пушка Škoda A9 и два 7,92-мм пулемёта ZB vz.37
- Боекомплект: 80 снарядов и 3000 патронов
- Прицелы: один оптический монокулярный
- Лобовая броня: 32 мм
- Бортовая броня: 25 мм
- Кормовая броня: 20 мм
- Верхняя броня: 12 мм
- Нижняя броня: 12 мм
- Двигатель: 8-цилиндровый, V-образный, бензиновый Praga NR
- Объём: 14230 см³
- Мощность: 250 л.с.
- Скорость макс.: 43,5 км/ч
- Запас хода: 150 км
- Преодолеваемая стена: 0,8 м
- Преодолеваемый ров: 2 м
- Преодолеваемый брод: 0,9 м
- Средства связи: радиостанция vz.37 (дальность 2 км), телефон

## Представлен в играх
ST vz.39 представлен в игре World of Tanks как чехословацкий прокачиваемый средний танк 4 уровня.